# Мортенсон, Лассе
Лассе Мортенсон (фин. Lasse Mårtenson, урожд. Ларс «Лассе» Андерс Фредрик Мортенсон (фин. Lars ”Lasse” Anders Fredrik Mårtenson); 24 сентября 1934, Хельсинки, Финляндия — 14 мая 2016, Эспоо, Финляндия) — финский певец, актёр, пианист и дирижёр. Представитель Финляндии на Евровидении-1964.

## Биография

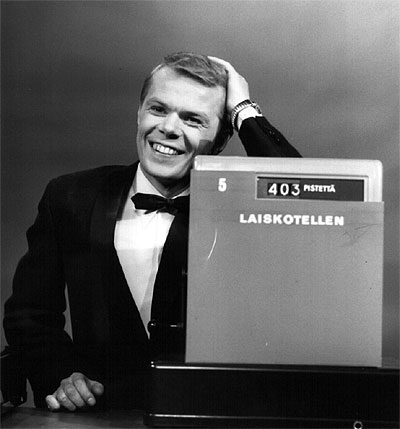
Лассе Мортенсон в 1964 году после победы на финском отборочном туре на Евровидение

Мортенсон родился 24 сентября 1934 года в столице Финляндии — Хельсинки. Его отец — Элис Мортенсон (1890—1957), был органистом. В 50-х годах дебютировал в качестве пианиста, а в 1960-х годах он стал одним из самых популярных исполнителей джазовой и лёгкой музыки в Финляндии. С 1956 по 1963 годах был главным дирижёром в Швеции. В 1963 году зарегистрировал брак со шведской певицей Сив Мальмквист. В этом же году участвовал на финском отборочном туре на Евровидение-1963 с песней '«Kaikessa soi blues» («Все звучит блюзом»), заняв 2 место с 315 баллами. В 1964 году, победив на отборочном туре, представлял Финляндию на Евровидении-1964 с песней «Laiskotellen» («Ничего не делая»). Песня заняла 7 место, набрав 9 баллов; Норвегия, Дания и Великобритания отдали стране по 3 балла каждая. В конце 60-х Мортенсон сочинял песни для кино и телевидения. Самая известная из его кинокомпозиций — музыка из телесериала «Мая со Стормшера» по одноимённой книжной серии. В 1969 году развёлся с певицей. В 1973 году сочинил музыку для детского сериала «Lehtori M». В 2006 году Мортенсон выпустил альбом для молодых финских музыкантов. Концерт был также проведен на Хельсинкском фестивале в том же году. Мортенсон объявил, что он не одобрит способ представления альбома или концерта. В одном из интервью он сказал, что сам не обвинял артистов, но аранжировки, сделанные продюсерами, не уважали оригинальные версии песен. В 2011 году Мортенсон опубликовал мемуары «Vågspel» (Предприятие), которые были опубликованы на финском языке в 2013 году. Певец умер 14 мая 2016 года от кровоизлияния в мозг.

## Фильмография

### Как композитор
- Justus järjestää kaiken (1960)
- Mustaa valkoisella (1967)
- Kuuma kissa? (1968)
- Yö meren rannalla (1981)
- Den förtrollade vägen (1986)
- Tjurens år (1989)
- Harjunpää ja kiusantekijät (1993)
- Emilia (1997)
- Lapin kullan kimallus (1999)
- Framom främsta linjen (2004)

### Как актёр
- Mustaa valkoisella (1967)

## Дискография
- Marion Rung Ja Lasse Mårtenson (1964)
- Laiskotellen (1964)
- Minnen (1964)
- Ken Hän On? (1966)
- On Ihmeen Hyvä Tulla Kotiin (1967)
- Näin Tehdään Muistoja (1967)
- Rikas Mies Jos Oisin (1968)
- Hop Hop Ylöspäin (1968)
- Jos Kieltä Eläinten Oppisin (1968)
- Leikiten (1968)
- Vain Mies (1968)
- 4 Iskelmää (1968)
- Limon Limonero (1969)
- Aamulla Kolmen Aikaan (1969)
- Champs-Élysées (1970)
- Iske Kourasi Kouraan (1971)
- Tule Ruotsista Kotiin (1973)
- Lehtori Musa (1973)
- Miltä Meno Maistuu (1973)
- Hyvä Päivä Tänään (1973)
- Stormskärs Maja (1976)
- Kirje Leiriltä (1978)
- Yö Meren Rannalla (1980)
- Lailla Aaltojen (1999)